# Vallée de Shenandoah

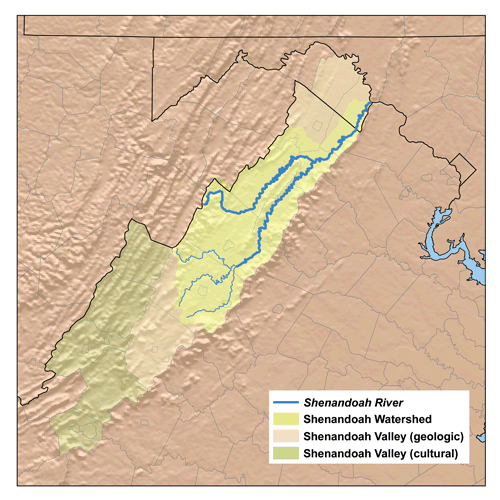
La Shenandoah et sa vallée.

La vallée de Shenandoah est une région dans l’ouest de la Virginie, de Winchester à Staunton, et qui est bordée par les Blue Ridge Mountains à l’est et le plateau d’Allegheny à l'ouest, dans les Appalaches.
La région inclut la partie orientale du bras de la Virginie-Occidentale et comprend les villes de Martinsburg et Harpers Ferry.

## Histoire
Le mot Shenandoah vient de l’amérindien signifiant « La Belle Fille des Étoiles ». La route de la Vallée (Valley Pike) apparut comme une piste de migration pour les tribus telles que les Delaware et Catawba et devint une route majeure pour les diligences et, plus tard, pour les automobiles. À partir du XXe siècle, cette route, Valley Pike, devint payante et fut finalement acquise par le Commonwealth de Virginie. Elle est depuis l’autoroute US 11. Sur une grande partie de sa longueur, l’autoroute 81 suit la vieille Valley Pike.
La vallée de Shenandoah est une région agricole productive. Malgré les promesses de très bonne agriculture dans la Vallée, les montagnes Blue Ridge furent un obstacle majeur à l’expansion vers l’est. Bien qu’elle ait été traversée par les cavaliers légendaires du Golden Horseshoe Expedition à Swift en 1716, la Vallée ne fut colonisée que dans les années 1730 par des Allemands puis des Irlandais venus de Pennsylvanie, au contraire des Anglais qui habitèrent les régions de Tidewater et Piemont en Virginie.
En raison de ses ressources agricoles et de sa position tactique permettant l'accès à Washington, la vallée de Shenandoah fut le théâtre de nombreux affrontements au cours de la Guerre de Sécession américaine. La campagne de la vallée de Shenandoah est une célèbre offensive du général confédéré Thomas J. Jackson en 1862. Et trois autres campagnes y furent menées de mai à octobre 1864, notamment celle de Philip Sheridan.
Elle abrite aujourd’hui la région viticole de la vallée de Shenandoah.